# Sånnarna
Sånnarna är ett naturreservat strax väster om Åhus i Kristianstads kommun, Skåne som består av sandmark.

## Områdets historia
I naturreservatets trakter finns förhistoriska bosättningar registrerade, de äldsta från stenåldern. I reservatets södra del finns ett fornlämningsregistrerat
boplatsområde där man funnit bland annat förhistorisk keramik och flintavslag.
Sånnarna är ett gammalt dialektalt namn för ”Sandarna”. Redan vid 1700-talets början dominerades trakten av öppna sandmarker utan skog. På de magra sandjordarna utvecklades ett trädesbruk med åkrar som inte gödslades utan som brukades ett par år för att sedan lämnas i träda som betesmark i flera år.
Tallskogen väster om naturreservatet planterades under 1950-talet. Dessförinnan var området ett militärt övningsfält där även delar av reservatet ingick. Området vid Grodgropen odlades som permanent åker under senare halvan av 1900-talet innan där blev en sandtäkt som 
numera är vattenfylld. I detta område har även funnits kol- och sandupplag som gett området karaktären av ruderatmark.
Den 21 september 2006 invigdes ett utemuseum med utställning om områdets historia, flora och fauna.

## Flora och fauna

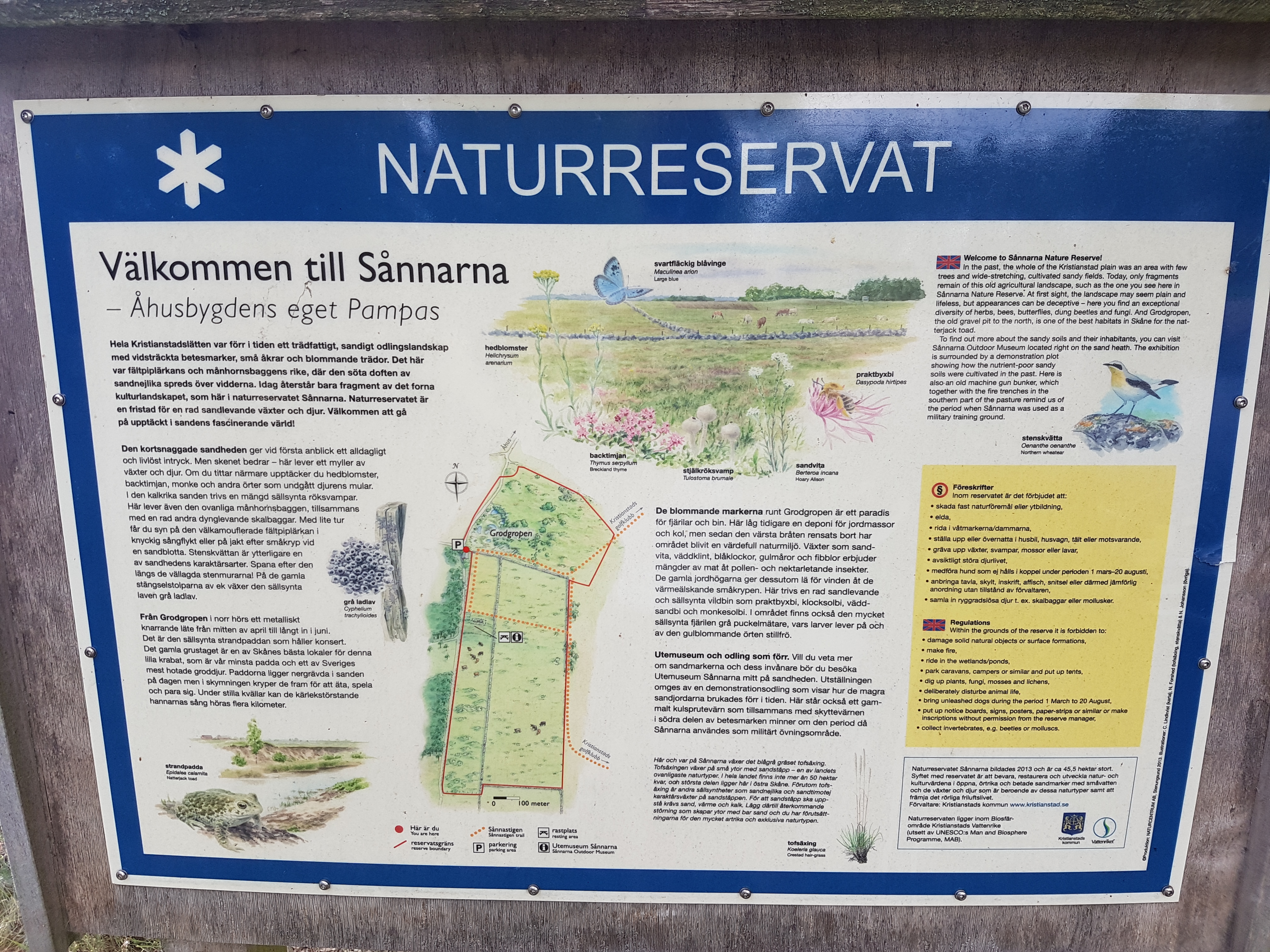
Informationstavla.

År 2013 beskrevs naturreservatet husera minst 54 rödlistade arter. Sandhedarna i söder betas av nötkreatur och här finns rödlistade dynglevande arter som rakhorndyvel, ribbdyngbagge och månhornsbagge. I dessa delar förekommer också fältpiplärka, trädlärka och sånglärka. Sandstäppen huserar också dess karaktärsarter tofsäxing och den väldoftande sandnejlika, den senare beskriven av Carl von Linné när han besökte Åhus år 1749. Den akut hotade grå ladlaven växer på äldre stängselstolpar av ek.
I Grodgropen ynglar strandpaddan och här finns en artrik trollsländfauna. I de obetade markerna norr och öster om Grodgropen finns
fjärilar och vildbin som kräver god tillgång på nektar och pollen, bland annat de hotade arterna grå puckelmätare, klocksolbi och monkesolbi. En av ett fåtal populationer av den starkt hotade arten dådresandbi återfinns här.
Fram till mitten av 1800-talet levde också stortrappen kvar här på en av sina sista lokaler i Sverige.